# Дмитриев, Иван Дмитриевич
Ива́н Дми́триевич Дми́триев (9 октября 1908, дер. Псоедь, Санкт-Петербургская губерния — 17 июня 1968, Луга, Ленинградская область) — советский государственный и политический деятель, председатель Ленинградского облисполкома (1948—1950).

## Биография
Родился в семье крестьянина-бедняка; с 1922 года, по окончании сельской школы, начал работать в сельском хозяйстве и на отхожих промыслах.
Член ВКП(б) с 1929 года. Заочно окончил исторический факультет Ленинградского государственного университета.
С началом Великой Отечественной войны, будучи первым секретарём Лужского райкома ВКП(б), возглавлял работы по строительству оборонительных сооружений на подступах к Ленинграду. С августа 1941 года и до освобождения Луги от немецких оккупантов действовал в тылу врага: возглавлял районный штаб партизанского движения, Лужский партизанский отряд, оставаясь секретарём подпольного райкома партии, с 1942 года — комиссар 1-й, с 27.10.1943 — комиссар 9-й партизанской бригады, член военного совета 6, 9 и 12-й бригад. С февраля 1944 года в должности 1-го секретаря Лужского райкома партии организовывал работу по восстановлению хозяйства района, разрушенного во время оккупации.

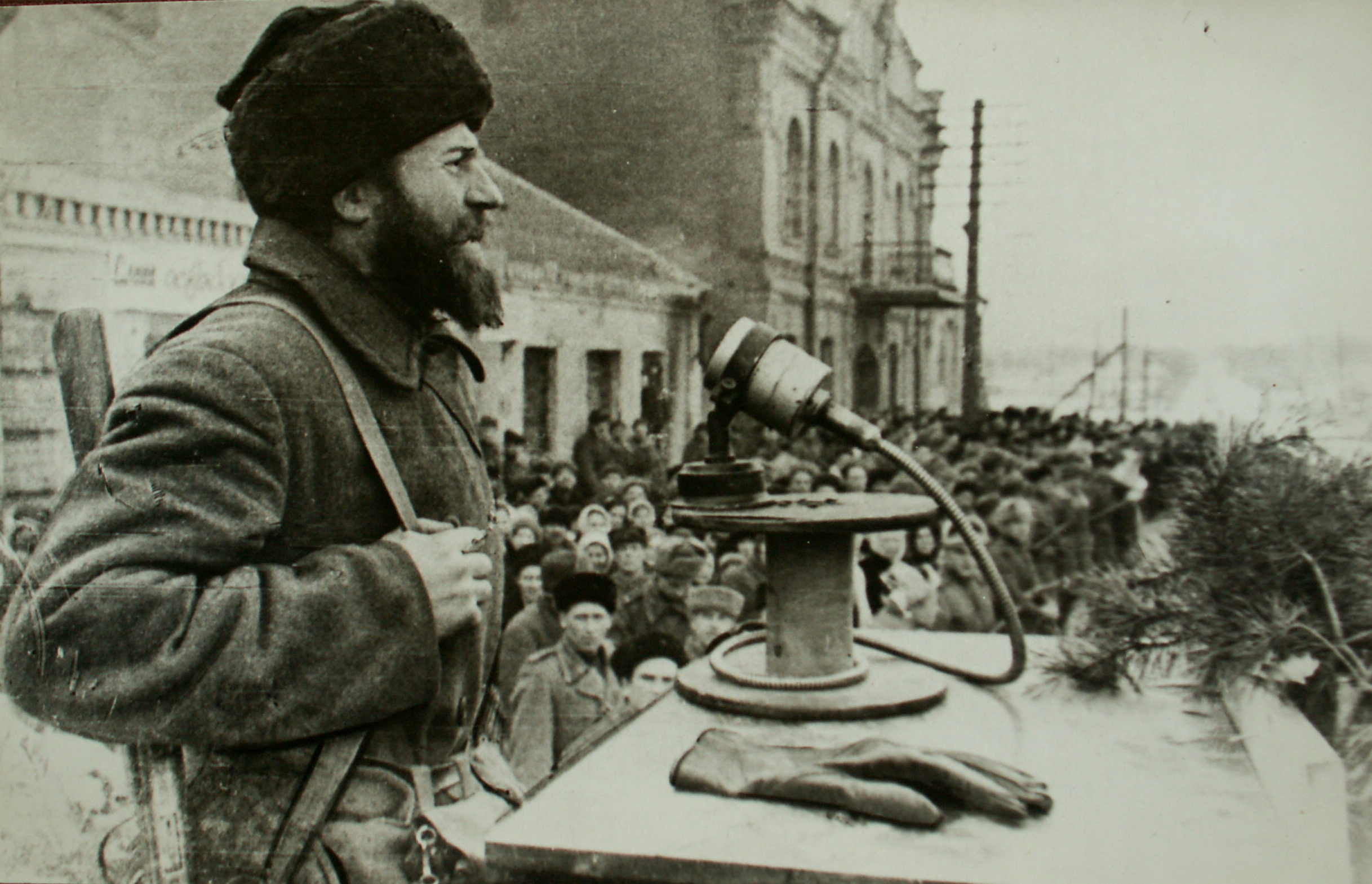
Речь Дмитриева Ивана Дмитриевича 13 февраля 1944 года на митинге в Луге.

С 1946 года — 3-й секретарь Ленинградского обкома ВКП(б). С декабря 1948 по 3 июня 1950 года — председатель Исполнительного комитета Ленинградского областного Совета.
20.11.1950 арестован по т. н. Ленинградскому делу, приговорён к 25 годам лишения свободы. В 1954 году освобождён, в мае того же года полностью реабилитирован и 5 июня восстановлен в партии. Работал начальником областного управления речного транспорта, заместителем председателя Исполнительного комитета Ленинградского областного Совета.
Умер 17 июня 1968 года в Луге, похоронен на Лужском кладбище.

### Семья
Жена — Екатерина Трофимовна.

## Избранные сочинения
- Дмитриев И. Д. Записки товарища Д. — Л.: Лениздат, 1969. — 439 с.[8]

## Награды
- орден Ленина
- орден Богдана Хмельницкого 1 степени по приказу от 02.04.1944
- орден Отечественной войны I степени
- орден Трудового Красного Знамени
- медаль «За оборону Ленинграда»[3].

## Память
Упомянут на Памятной доске репрессированным руководителям Ленинградской области, установленной в фойе Областного выставочного зала «Смольный» (ул. Смольного, д. 3) в знак благодарности за огромный вклад в оборону Ленинграда, освобождение от немецко-фашистских захватчиков и послевоенное восстановление Ленинградской области.
Именем Дмитриева названа улица в Луге.